# Fuck Me Jesus
Fuck Me Jesus er det svenske black metal-band Marduk's eneste demo, udgivet i juni 1991 på kassettebånd, og senere også på cd og lp. Demoen er berygtet for omslaget på genudgivelserne, der forestiller en nøgen kvinde, der onanerer med et krucifiks.

## Spor
1. "Intro: Fuck Me Jesus" - 0:38
2. "Departure from the Mortals" - 3:19
3. "The Black..." - 4:05
4. "Within the Abyss" - 3:39
5. "Outro: Shut up and Suffer" - 0:59

### Bonusnumre på 1999-genudgivelsen
1. "Dark Endless (re-recorded)" - 3:52
2. "In Conspiracy With Satan" (Bathory cover) - 2:17
3. "Woman of Dark Desires" (Bathory cover) - 4:30